# 조세희
조세희(趙世熙, 1942년 8월 20일 ~ 2022년 12월 25일)는 대한민국의 소설가이다.

## 생애
경기도 가평군 설악면 묵안리에서 태어났다. 서라벌예술대학 문예창작과와 경희대학교 국문과를 졸업했다.
1965년 《경향신문》 신춘문예에 〈돛대 없는 장선(葬船)〉이 당선되어 문단에 나왔다.
1975년 《문학사상》에 〈칼날〉을 발표하였고, 1978년에 연작 소설 〈뫼비우스의 띠〉, 〈우주여행〉, 〈잘못은 신에게도 있다〉, 〈내 그물로 오는 가시고시〉 등을 모아 《난장이가 쏘아올린 작은 공》을 완성하였다. 그는 이 작품으로 1979년 제13회 동인문학상을 받았다.
1983년에 《시간여행》을 발표했다. 이 작품은 《난장이가 쏘아올린 작은 공》 연작 중 〈칼날〉에 등장하는 ‘신애’를 주인공으로 그린 작품이다.
2022년 4월 코로나19에 확진돼 치료를 받았으나 합병증으로 투병하다 12월 25일 사망하였다.

## 일화
서울의 한 철거민촌에서 철거반원들에게 맞선 주민들의 실상을 취재하러 갔다가 도시빈민의 참담한 현실을 접하고 잡지사 근방에 있는 문방구에서 볼펜 한 자루와 공책 한 권을 사서 소설을 썼다고 한다. 이 책이 그 유명한  <난장이가 쏘아 올린 작은 공>이다.
2008년 11월 11일에 《난장이가 쏘아올린 작은 공》 발간 30주년 기념식을 가졌다.

## 수상작
- 1978년 <이상문학상> 수상, '잘못은 신에게도 있다'
- 1979년 <동인문학상> 수상, '난장이가 쏘아올린 작은 공'